# Quatuor à cordes no 12 de Chostakovitch
Pour les articles homonymes, voir Quatuor à cordes no 12.
Le Quatuor à cordes no 12 en ré bémol majeur (op. 133) est une œuvre de musique de chambre du compositeur russe Dmitri Chostakovitch. Elle fut écrite en 1968.

## Historique
Créé par le Quatuor Beethoven le 14 septembre 1968 à Moscou, le 12e quatuor est dédié à Dimitri Tsyganov, violoniste du Quatuor Beethoven.

## Structure
Le 12e quatuor est composé de deux mouvements :
1. Moderato - Allegretto
2. Allegretto - Adagio - Moderato - Allegretto

Il dure 28 minutes environ. Le 12e Quatuor de Chostakovitch utilise, en clin d'œil à son numéro, des éléments de la musique sérielle très peu appréciée par le régime soviétique. Ainsi, le violoncelle expose trois fois d'entrée une série de douze notes liées entre elles sans qu'une seule ne soit répétée. Ce chiffre douze et ces douze notes réapparaîtront de nombreuses fois et sous différentes formes tout au long de l'œuvre. Le moderato est construit sur un plan de sonate à deux thèmes nettement séparés par un changement de tempo et une nouvelle série chromatique qui gomme momentanément le sentiment tonal. Le second volet est un triptyque qui s'appuie sur un court motif de quatre doubles croches, lancé par le violoncelle, qui soliloque ensuite, soutenu par les trois autres voix en sourdine, qui deviennent peu à peu forte espressivo. La série chromatique réapparaît en pizzicati, suivis d'un apogée marqué par de violents accords dissonants. Le violoncelle reprend ensuite son récitatif de l' adagio jusqu'au retour de la cellule initiale. Plein de virtuosité, l'allegretto final donne une impression de sérénité.

## Discographie sélective
- Quatuor Borodine, intégrales des quatuors à cordes de Chostakovitch, chez Melodiya / BMG, 1997.